# Julian Baumgartlinger
Julian Baumgartlinger (Salzburg, Àustria, 2 de gener de 1988) és un exfutbolista austríac que jugava com a migcampista.

## Internacional
Ha estat internacional amb la Selecció de futbol d'Àustria en cinc ocasions.